# Daniel Stefanik

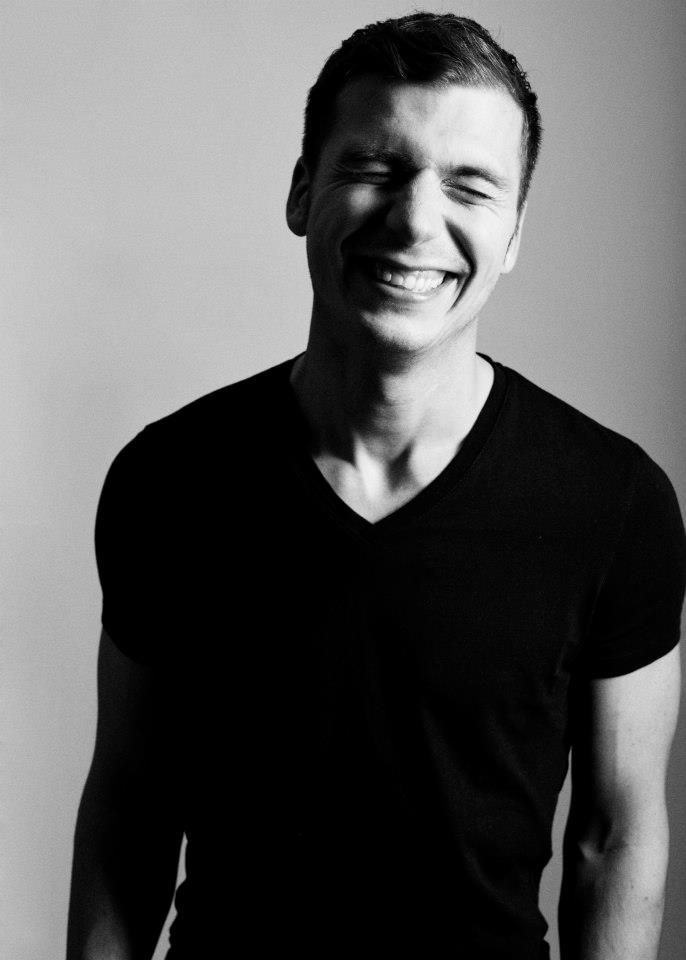
Daniel Stefanik (2012)

Daniel Stefanik (* 1979 in Großenhain) ist ein deutscher Techno-DJ und Musiker. Er ist Mitbegründer der Leipziger Labels Instabil, Cargo Edition und Oh!Yeah! Music.

## Leben
Als Jugendlicher spielte Stefanik zunächst Schlagzeug, wandte sich dann aber ab Mitte der 1990er Jahre der elektronischen Musik zu. Als DJ legte er vor allem Detroit Techno auf. Es folgten erste Auftritte in Clubs wie dem Berliner Tresor oder der Strasse E in Dresden. Nach dem Umzug nach Leipzig wurde er unter anderem Resident-DJ in der Distillery oder dem Plauener Club Zooma.
Gemeinsam mit Matthias Tanzmann entstanden ab 2003 erste Produktionen als Tanzmann & Stefanik, die auf Leipziger Label Moon Harbour Recordings erschienen. Nach seinem ersten, noch digital veröffentlichten Soloalbum Silent Whisper (2005) erschien 2008 sein erstes Vinylalbum Reactivity auf Statik Entertainment. 2012 folgte das dritte Album Confidence auf Sven Väths Label Cocoon Recordings. Im Jahr 2014 erschien mit Genesis erneut ein Album auf Statik Entertainment, welches stark vom Detroit Techno geprägt ist.
Als Remixer lieferte er unter anderem Neubearbeitungen für Tracks von Marko Fürstenberg (Rennes Le Châteaux, 2005), Shed (Connex, 2006), Onur Özer & Mathias Kaden (Synkope, 2007) oder Pan-Pot feat Cari Golden (Captain My Captain, 2011). Mit seinem Remix für Butch (No Worries, 2011) wurde Stefanik als bester Remixer des Jahres von den Lesern des Musik Magazins Groove ausgezeichnet.
Zusammen mit Mathias Kaden bildet er das Duo Stefanik & Kaden.
Als DJ trat er in zahlreichen nationalen und internationalen Clubs auf und spielte auch bei Festivals wie Love Family Park, Th!nk?, Tomorrowland, Fusion Festival, Amsterdam Dance Event, SonneMondSterne, Nachtdigital, Melt! oder dem Awakenings Festival.

## Diskografie (Auswahl)

### Alben
- 2005: Silent Whisper (Instabil)
- 2008: Reactivity (Statik Entertainment)
- 2012: Confidence (Cocoon Recordings)
- 2014: Genesis (Statik Entertainment)

### Singles & EPs
- 2003: Them People (mit Matthias Tanzmann, Moon Harbour Recordings)
- 2005: Extra EP (mit Pan-Pot, Mobilee)
- 2005: Move Me (Moon Harbour Recordings)
- 2005: The Call (mit Matthias Tanzmann, Dessous Recordings)
- 2005: Like Shrubbery? (mit Matthias Tanzmann, Moon Harbour Recordings)
- 2005: Suite L.E. (1Bit Wonder/Instabil)
- 2006: Starless Reshapes (Statik Entertainment)
- 2006: Window Smasher EP (Cargo Edition)
- 2006: Starless (Statik Entertainment)
- 2006: Basic Needs (mit Matthias Tanzmann, Moon Harbour Recordings)
- 2007: Borderline EP (mit Sven Tasnadi, Cargo Edition)
- 2008: The Madcap Laughs EP (Freude am Tanzen)
- 2009: Stretchcat 00 (Stretchcat)
- 2009: Two.Zero.Zero.Nine (Oh! Yeah!)
- 2010: Transmediale (Statik Entertainment)
- 2010: Powers Of The Deep (Be Chosen)
- 2010: In Days Of Old Pt.1 (Kann Records)
- 2011: Dambala Experience (Dambala Experience)
- 2011: Nocturnal (Cocoon Recordings)
- 2011: In Days Of Old Pt. 2 (Kann Records)
- 2011: Ultrascall/If You Lose My Number (mit Vivianne Project, Harry Klein Records)
- 2012: Dambala Experience #2 (Dambala Experience)
- 2013: In Days Of Old Pt.3 (Kann Records)
- 2014: Signs  (Cocoon Recordings)
- 2015: Urban Force – The Outer Space Connections (Ornaments)
- 2015: I Wonder (Cocoon Recordings)
- 2015: Aftermath EP (Dissonant)
- 2015: DLSK – Subterraneans EP (Raum Musik)
- 2016: Volta (mit Matthias Tanzmann, Moon Harbour Recordings)
- 2016: Numbers Part 1 (mit Thomas Stieler, Rotary Cocktails Recordings)
- 2016: DLSK – Can You Get That Together (Growin Music)
- 2017: Strange in Stereo (Ace Up My Sleeve Records)
- 2017: Instincts EP (Tronic Music)
- 2017: Deep Inside (Moon Harbour Recordings)
- 2021: André Galluzzi & Daniel Stefanik – Blue Fern EP (Invade Records)
- 2021: André Galluzzi & Daniel Stefanik / Extrawelt– 20 Years Cocoon Recordings (Cocoon Recordings)